# 鲇鱼山街道
鲇鱼山乡，是中华人民共和国河南省信阳市商城县下辖的一个乡镇级行政单位。

## 行政区划
鲇鱼山乡下辖以下地区：
木河村、新华村、大碑村、陈畈村、土门村、庙岗村、匡店村、平塘村、欧楼村、马岗村、闵湾村、龙潭村、石牛村、杨楼村、鲇鱼山村、柿子园村、紫云山村和下马河村。